# Arrabal (Leiria)
Arrabal ist eine Gemeinde (Freguesia) im portugiesischen Kreis Leiria. In ihr leben 2610 Einwohner (Stand 19. April 2021).

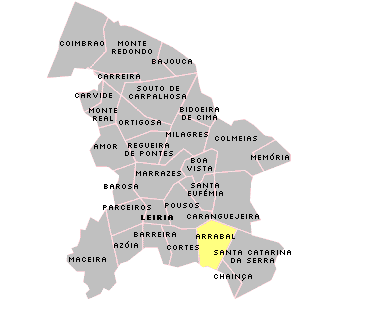
Lage der Gemeinde im Kreis Leiria

## Geschichte
Die Gemeinde wurde im Jahr 1592 geschaffen. Während der Napoleonischen Invasionen hatte Arrabal 1810 bedeutende Zerstörungen und 317 Tote zu beklagen.

## Einwohnerentwicklung
| 1732  | 1811 | 1890  | 1960  | 1981  | 1991  | 2001  | 2011  |
| 1.006 | 537  | 1.526 | 2.224 | 2.471 | 2.425 | 2.719 | 2.684 |

## Kultur und Sehenswürdigkeiten
Die Kapelle Ermida de São João Baptista und die u. a. Azulejos aus dem 17. Jahrhundert zeigende Gemeindekirche Igreja Paroquial de Arrabal (auch Igreja de Santa Margarida) stehen unter Denkmalschutz.

## Söhne und Töchter
- João Lopes Soares (1878–1970), Politiker und Pädagoge, Vater von Mário Soares